# Sofiane Diop
Sofiane Diop (Tours, Francia, 9 de junio de 2000) es un futbolista francés que juega en la demarcación de centrocampista para el O. G. C. Niza de la Ligue 1 de Francia.

## Biografía
Tras formarse como futbolista en el Tours F. C. y en el U. C. Chambray, en 2012 pasó a la disciplina del Stade Rennais F. C. Tres años después subió al segundo equipo, con el que disputó diez partidos y anotó dos goles, lo que le hizo valer para fichar por el A. S. Monaco el 5 de julio de 2018. En enero de 2019 realizó un penalti a lo Panenka en el séptimo lanzamiento de la tanda ante el Rennes, en los cuartos de final de la Copa de la Liga.
Disputó más de cien partidos con el conjunto monegasco, con una cesión al F. C. Sochaux-Montbéliard de por medio, antes de marcharse en agosto de 2022 al O. G. C. Niza.

## Clubes
| Club                               | País    | Año       | Partidos | Goles |
| ---------------------------------- | ------- | --------- | -------- | ----- |
| Stade Rennais F. C. II             | Francia | 2018      | 10       | 2     |
| A. S. Monaco F. C.                 | Francia | 2018-2019 | 22       | 0     |
| F. C. Sochaux-Montbéliard (cedido) | Francia | 2019-2020 | 14       | 1     |
| A. S. Monaco F. C.                 | Francia | 2020-2022 | 83       | 17    |
| O. G. C. Niza                      | Francia | 2022-     | 76       | 8     |